# Норашенік (річка)
Норашенік (вірм. Նորաշենիկ) — річка, що протікає у Вірменії, у марзі Сюнік, поблизу міста Капан. Є притокою річки Вохчі. Довжина — 29 км. Вважається однією з найзабрудненіших річок у країні. 
| Вірменія | Це незавершена стаття з географії Вірменії. Ви можете допомогти проєкту, виправивши або дописавши її. |